# Exincourt
Exincourt é uma comuna francesa na região administrativa de Borgonha-Franco-Condado, no departamento de Doubs. Estende-se por uma área de 3,45 km². Em 2010 a comuna tinha 3 284 habitantes (densidade: 951,9 hab./km²).